# Soupiy
La Soupyi (en ukrainien : Супій) est une rivière d'Ukraine et un affluent du Dniepr.

## Géographie
La Soupyi est longue de 130 km et draine un bassin de 2 000 km2. 

## Affluents
Les principaux affluents de la Soupyi sont :
- en rive droite : Kovraets (Ковраєць),
- en rive gauche : Boutovchtchyna (Бутовщина).